# Palácio de Rumyantsev-Paskevich
O Palácio de Rumyantsev-Paskevich, também conhecido como o Palácio de Gomel, (em bielorrusso: Палац Румянцавых і Паскевічаў) é o principal local de importância histórica na cidade de Gomel, na Bielorrússia. Os terrenos da residência estão ao londo de 800 metros da margem direita íngreme do rio Sozh. Uma imagem da residência é destaque na nota bielorrussa de 20.000 rublos.

## História
O palácio de dois andares do marechal de campo Pyotr Rumyantsev foi construído entre 1777 e 1796 de um projeto neoclássico atribuído a Ivan Starov. O palácio substituiu o castelo em ruínas do proprietário anterior de Gomel, Michael Frederick Czartoryski. A parte central é encimada por um belvedere quadrado com uma abóbada larga e plana. O pórtico coríntio de seis colunas encara um extenso parque inglês. O pórtico principal está sobre em uma plataforma alta e é suportado por quatro colunas coríntias.
Após a morte de Pyotr Rumyantsev em 1796, o terreno foi lentamente melhorado por seu filho Nicolas (1754-1826). Seu irmão Serguei era o próximo dono. Ele nunca foi interessado no estilo interiorano e prontamente vendeu o palácio para a coroa em 1834. O Palácio foi imediatamente comprado por outro marechal de campo, Ivan Paskevich, que obteve tanto o palácio e o parque substancialmente renovados. Empregou o arquiteto Adam Idźkowski para adicionar uma torre de quatro andares e uma asa de três andares à estrutura existente.
Após a Revolução Russa, o palácio foi nacionalizado para abrigar um museu local. Irina, a nora de Paskevich, teve de se mudar do palácio para um apartamento comum. Os edifícios sofreram grandes danos na Guerra Civil Russa e na Segunda Guerra Mundial. Eles foram compartilhados pelo Museu de História de Gomel e Palácio dos Pioneiros locais até o final dos anos 90. Os atuais interiores neoclássicos resultam de uma campanha de restauração nos finais dos anos 90.

## Espaços principais

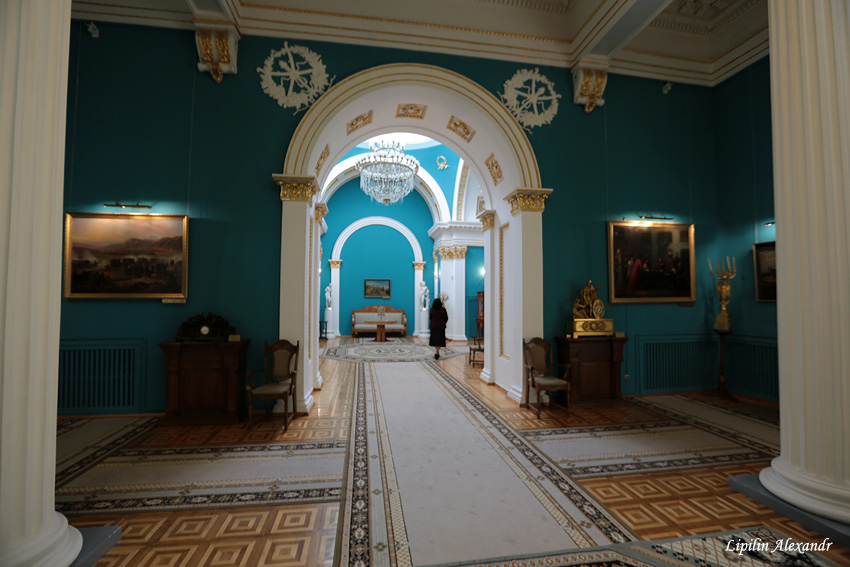
O interior do palácio exemplifica o Estilo império.

O parque contem uma estátua moderna do conde Nikolay Rumyantsev. As estátuas de mármore originais de Eurípides, de Vênus, de Atena, de Ares, de Baco, e da ninfa foram perdidas. Foi apenas em 2006 que as estátuas de substituição foram postas em prática. A coleção de arte de Paskevich também ostentou várias pinturas de Ivan Kramskoi, Marcin Zaleski, e January Suchodolski, bem como um busto de mármore de Count Rumyantsev por Antonio Canova.
A estátua equestre de bronze do príncipe Józef Antoni Poniatowski de Bertel Thorvaldsen, que Paskevich trouxera de Varsóvia como troféu em 1842, foi desmantelada pelos poloneses durante a guerra polaco-soviética e transportada de volta a Varsóvia, para ser destruída pelos alemães 1940. Sua cópia está na frente do Palácio Presidencial.
Outros edifícios na propriedade são a capela de Renascimento Russo com os túmulos de Ivan Paskevich e sua família, um jardim de inverno (que se originou como moinho de açúcar do príncipe Paskevich), várias dependências subsidiárias e um conjunto de canhões capturados por soldados de Paskevich no curso Da Guerra Russo-Turca (1828-1829).
De longe o marco mais notável no parque é a igreja neoclássica de São Pedro e São Paulo. Foi encomendada pelo Conde Nikolay Rumyantsev do arquiteto John Clark em 1809, mas não foi consagrada até 1824. A igreja é a sede do bispado ortodoxo local.